# Степянка (Минск)

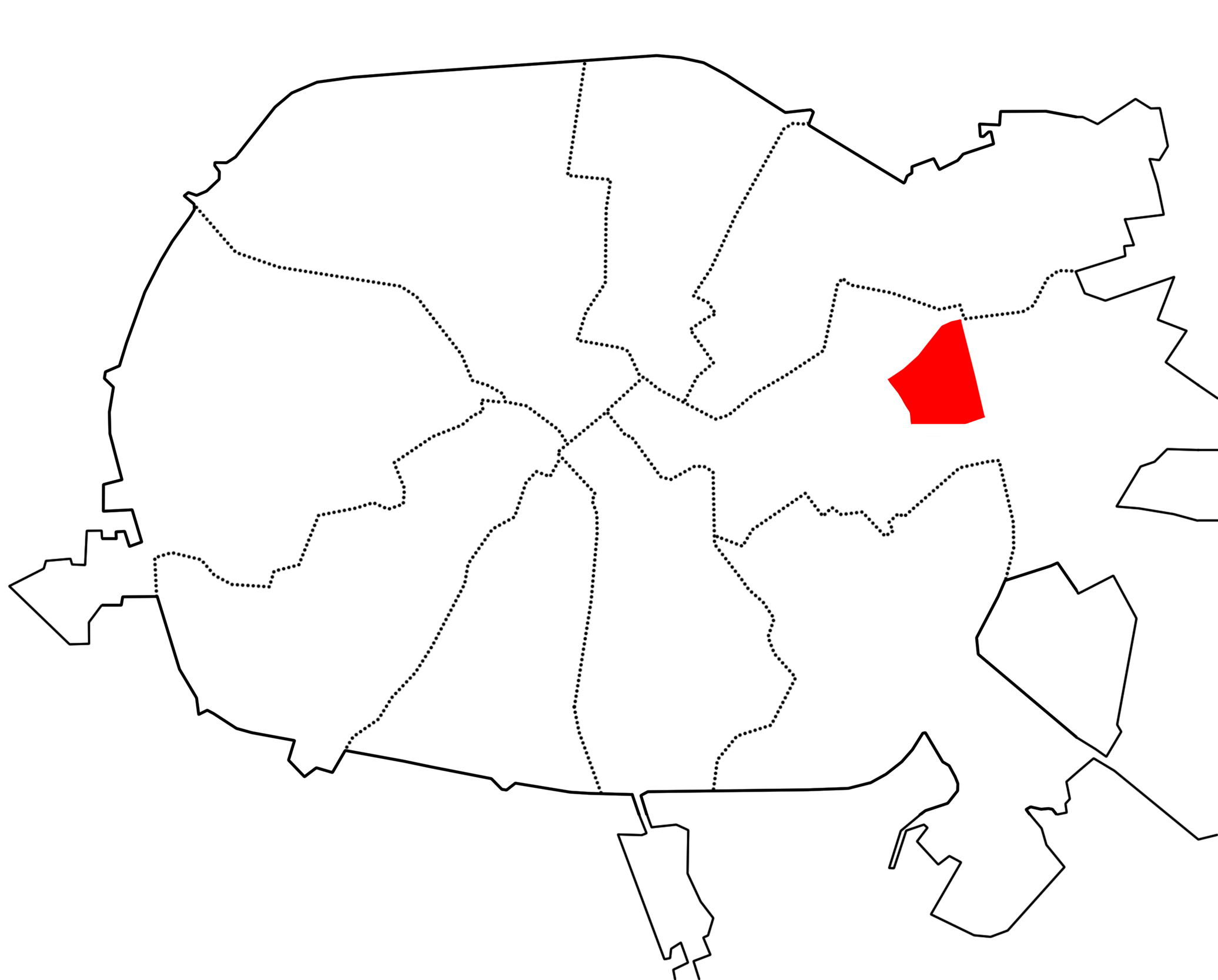
Расположение микрорайона на карте города

Степянка — жилой район Минска в составе Партизанского района.

## Транспорт
Пригородные электропоезда:
- железнодорожная станция «Степянка»

Автобус:
- 14 «ДС „Восточная“ — Степянка»
- 43 «ДС „Дружная“ — Степянка»
- 43д «ст.м. Тракторный завод — Степянка»
- 43а «ст.м. Тракторный завод — Степянка»
- 71 «ст.м. Тракторный завод — Степянка»
- 95 «ДС „Калиновского” — Степянка»

## Учреждения образования
- Школа № 182 имени В. Н. Карвата
- Школа № 183
- Детский сад № 2
- Детский сад № 197
- Детский сад № 569

## Учреждения здравоохранения
- филиал поликлиники №14